# Fixed Dialing Number
Fixed Dialing Number (FDN) oder deutsch Rufnummernbeschränkung, bei Android Feste Rufnummern, ist ein Merkmal der SIM-Karte (Subscriber Identity Module) von GSM-Telefonen.

## Funktion
Die Rufnummern oder Nummernbereiche werden in der FDN-Liste gespeichert. Wenn aktiviert, werden ausgehende Gespräche auf diese in der FDN-Liste genannten Nummern beschränkt.
Notrufnummern sind davon nicht betroffen und können immer gewählt werden.
Prinzipiell unterstützen alle GSM-SIM-Karten dieses Feature, aber nicht bei allen ist es freigeschaltet oder zur Freischaltung vorgesehen. Zur Aktivierung ist die PIN2 erforderlich.
Mit Einschalten der FDN-Liste wird auch deren Änderung durch unautorisierte Nutzer verhindert.
Ein sinnvoller Einsatz ist z. B. die Beschränkung der Rufnummern eines Telefons von Kindern durch die Eltern.